# Forma normal de un juego
En teoría de juegos, la forma normal es una forma de describir un juego. A diferencia de la forma extensiva, las representaciones en forma normal no son grafos, sino matrices. Esto puede ser de gran utilidad a la hora de identificar estrategias estrictamente dominantes y equilibrios de Nash. Por otra parte se pierde algo de información si la comparamos con la forma extensiva, pues ésta incluye todas las estrategias de cada jugador junto con sus recompensas.
En juegos estáticos de información completa y perfecta, una forma normal de representación de un juego es una especificación de los espacios de estrategia de los jugadores y las funciones de recompensa. Un espacio de estrategia de un jugador es el conjunto de estrategias disponibles para ese jugador, mientras que una estrategia es un plan completo de acción para cada situación del juego, sin tener en cuenta si esa situación se da realmente en el juego. Una función de recompensa de un jugador es una correspondencia entre el producto cruzado de los espacios de estrategia de los jugadores y el conjunto de recompensas del jugador (normalmente, el conjunto de los números reales, donde el número representa una utilidad ordinal o cardinal - a menudo cardinal) de un jugador, por ejemplo la función de recompensa de un jugador toma como entrada un perfil de estrategia (es decir, la especificación de las estrategias de cada jugador) y da lugar a una representación de la recompensa a su salida.

## Ejemplo
La matriz de la derecha es una representación en forma normal de un juego en el que los jugadores mueven simultáneamente (o, al menos, no conocen el movimiento del otro jugador) y reciben las recompensas tal y como se especifica para la combinación jugada. Por ejemplo, si el jugador 1 elige arriba y el jugador 2 elige izquierda, el jugador 1 recibe 4 y el jugador 2 recibe 3. En cada celda, el primer número representa la recompensa del jugador de las filas (en este caso el jugador 1), y el segundo número representa la recompensa del jugador de las columnas (en este caso el jugador 2). 

### Otras representaciones
A menudo, los juegos simétricos (donde las recompensas no dependen de qué jugador realice cada acción) se representan por una sola recompensa. Esta es la recompensa del jugador de las filas. Por ejemplo, las matrices de recompensa de la derecha y la izquierda representan el mismo juego.
|        | Ciervo | Liebre |
| Ciervo | 3, 3   | 0, 2   |
| Liebre | 2, 0   | 2, 2   |

|        | Ciervo | Liebre |
| Ciervo | 3      | 0      |
| Liebre | 2      | 2      |

## Usos de la forma normal

### Estrategias dominadas
La matriz de recompensas facilita la eliminación de estrategias dominadas, y se usa habitualmente para ilustrar este concepto. Por ejemplo, en el dilema del prisionero (a la derecha), se puede determinar que Cooperar está estrictamente dominado por Traicionar. Se deben comparar los primeros números de cada columna, en este caso 3>2 y 1>0. Esto muestra que no importa lo que haga el jugador de las columnas, el jugador de las filas hará mejor escogiendo Traicionar. Similarmente, se compara la segunda recompensa de cada fila; otra vez 3>2 y 1>0. Esto muestra que no importa lo que haga el jugador de las columnas, el de las filas hará mejor escogiendo Traicionar. Esto demuestra que el único equilibrio de Nash de este juego es (Traicionar, Traicionar).

### Juegos secuenciales en forma normal
Estas matrices sólo representan juegos en el que los movimientos son simultáneos (o, de forma más general, la información es imperfecta). La matriz de arriba no representa el juego en el que el jugador 1 mueve primero, es observado por el jugador 2 y entonces 2 mueve porque no especifica todas las estrategias de 2 en este caso. Para representar este juego secuencial debemos especificar todas las acciones del jugador 2, incluso en estrategias de situaciones que nunca pueden darse en el curso del juego. En este juego, el jugador 2 tiene dos acciones posibles, como antes, Izquierda y Derecha. Al contrario que antes, tiene cuatro estrategias, dependientes de las acciones del jugador 1. Estas estrategias son:
1. Izquierda si 1 elige Arriba e Izquierda si no lo hace.
2. Izquierda si 1 elige Arriba y Derecha si no lo hace.
3. Derecha si 1 elige Arriba e Izquierda si no lo hace.
4. Derecha si 1 elige Arriba y Derecha si no lo hace.

A la derecha está la representación en forma normal de este juego.

## Formulación general
Para que un juego esté representado en forma normal, tienen que cumplirse los siguientes requisitos:
- Hay un conjunto finito P de jugadores {1, 2,..., m}

- Cada jugador k de P tiene un número finito de estrategias puras.

{\displaystyle S_{k}=\{1,2,\ldots ,n_{k}\}.}
Un perfil de estrategia pura es una asociación de estrategias con jugadores, que es una m-tupla
{\displaystyle {\vec {\sigma }}=(\sigma _{1},\sigma _{2},\ldots ,\sigma _{m})}
tal que
{\displaystyle \sigma _{1}\in S_{1},\sigma _{2}\in S_{2},\ldots ,\sigma _{m}\in S_{m}}
Llamamos al conjunto de perfiles de estrategia Σ
Una función de recompensa es una función
{\displaystyle F:\Sigma \rightarrow \mathbb {R} .}
cuya interpretación es el premio que recibe cada jugador al final del juego. De acuerdo con esto, para especificar por completo un juego, la función de recompensa tiene que especificarse para cada jugador del conjunto de jugadores P={1, 2,..., m}. El juego es entonces una función
{\displaystyle \pi \ :\prod _{i\in \mathrm {N} }\Sigma \ ^{i}\to \mathbb {R} ^{\mathrm {N} }}
Definición: Un juego en forma normal es una estructura
{\displaystyle (P,\mathbf {S} ,\mathbf {F} )}
donde P = {1,2,...,m} es un conjunto de jugadores,
{\displaystyle \mathbf {S} =(S_{1},S_{2},\ldots ,S_{m})}
es una m-tupla de conjuntos de estrategias puras, una para cada jugador, y
{\displaystyle \mathbf {F} =(F_{1},F_{2},\ldots ,F_{m})}
es una m-tupla de funciones de recompensa.
No hay ninguna razón para excluir juegos que tienen un número infinito de jugadores o un número infinito de estrategias por jugador. Sin embargo, el estudio de los juegos infinitos es más difícil, pues requiere usar técnicas de análisis funcional.
Una generalización adicional puede ser lograda dividiendo el juego en dos funciones: la "forma normal del juego", que describe la manera en que las estrategias definen eventos, y una segunda función, que ilustra las preferencias del jugador sobre el conjunto de eventos.
Así:
{\displaystyle \pi \ :\prod _{i\in \mathrm {N} }\Sigma \ ^{i}\to \Gamma \ }
donde {\displaystyle \Gamma \ } es el conjunto de eventos del juego.
Y para cada jugador {\displaystyle i\in \mathrm {N} } hay una función de preferencia
{\displaystyle \nu \ ^{i}:\Gamma \ \to \mathbb {R} }.